# Олли, Маргарет
Маргарет Олли (англ. Margaret Olley, полное имя Margaret Hannah Olley; 1923—2011) — австралийская художница.

## Биография
Родилась 24 июня 1923 года в городе Лисмор, Новый Южный Уэльс. Была старшей из трёх детей Джозефа Олли (Joseph Olley) и его жены Грейс (Grace, урожденная Temperley). 
Семья Олли переехала в город Талли на севере Квинсленда в 1925 году, где завели семейную плантацию сахарного тростника. Девочка была оставлена в 1929 году в интернате St Anne в Таунсвилле, снова вернулась в Новый Южный Уэльс в 1931 году. Затем в 1935 году семья временно переехала в Брисбен, где Маргарет училась в интернате для девочек Somerville House. Она настолько сосредоточилась на искусстве, что бросила один урок французского, чтобы взять ещё один урок искусства у художницы-педагога Кэролайн Баркер. 
В 1941 году Маргарет начала учиться в Центральном техническом колледже Брисбена, а в 1943 году переехала в Сидней, чтобы продолжить обучение искусству в Техническом колледже Восточного Сиднея (в настоящее время — Национальная художественная школа), который окончила с отличием в 1945 году и начала свою профессиональную карьеру.
В Сиднее она подружилась с такими художниками, как Расселл Драйсдейл, Сидней Нолан и Уильям Добелл. В 1949 году Олли отправилась в Европу, первое из многих своих зарубежных путешествий, посетив впоследствии Соединённые Штаты, Папуа-Новую Гвинею, Индию, Турцию и Камбоджу. Во время первого пребывания в Европе она училась в парижской Академии Гранд-Шомьер и оставалась в Париже до 1953 года — в этом году умер её отец, и она вернулась в Брисбен, чтобы жить с матерью.
В 1965 году Маргарет Олли купила недвижимость в Паддингтоне — дом с террасой, где она жила и работала до конца своей жизни. С начала 1970-х она была в отношениях с арт-дилером и театральным режиссёром Сэмом Хьюзом (Sam Hughes), которого она описывала как любовь всей своей жизни. В 1980 году сгорел дом её матери, уничтожив многие из произведений Олли; вскоре умерла мать, а в 1982 году за ней последовал Сэм Хьюз.
Используя своё имя и авторитет, Маргарет Олли посвятила себя благотворительности, основав в 1990 году фонд своего имени Art Margaret Hannah Olley Art Trust, который в основном поддерживает региональные галереи. 13 июля 2006 году художница сделала большой подарок Художественной галерее Нового Южного Уэльса — её пожертвование включало более 130 работ на сумму порядка 7 миллионов долларов. В числе подаренных картин присутствуют работы Пабло Пикассо, Поля Сезанна и Пьера Боннара. В 1997 году она была назначена пожизненным губернатором фонда.
Умерла 26 июля 2011 года в городе Паддингтон, Новый Южный Уэльс. Место захоронения неизвестно. Маргарет Олли никогда не была замужем и не имела детей. Её дом в Паддингтоне был продан за три миллиона долларов в июле 2014 года.

## Творчество и наследие
Работа художницы была сосредоточена на натюрморте. Её произведения стали предметом более девяноста персональных выставок. В 1997 году Художественная галерея Нового Южного Уэльса организовала большую ретроспективу ее работ. 
27 картин художницы, которые она написала перед своей смертью, были выставлены на Sotheby's Australia в городе Woollahra на выставке под названием «The Inner Sanctum of Margaret Olley», которая открылась 2 марта 2012 года. Последние штрихи на некоторых работах она сделала за день до смерти.
В 1947 году Маргарет Олли первой была удостоена премии Mosman Art Prize за свою работу New England Landscape. Также она дважды была удостоена премии Archibald Prize: первый раз с Уильямом Добеллом в 1948 году, второй раз с Беном Квилти в 2011 году. 
Маргарет Олли сама была предметом картин многих своих друзей-художников, в том числе Расселла Дрисдейла и Данеллы Бергстрем. Она была удостоена наград Австралии, в частности став офицером (1991) и компаньоном (2006) ордена Австралии. Также в 2006 году она была удостоена почётной степени доктора изящных искусств в Университете Ньюкасла. Она получила статус австралийского национального достояния (Australian National Treasure) в 1997 году.
Документальный фильм Кэтрин Хантер — «Margaret Olley — A Life in Paint» рассказывает о последних работах  Маргарет Олли, написанных в течение последних 18 месяцев её жизни и творчества.